# Vyšný Kručov
Vyšný Kručov je obec na Slovensku v okrese Bardejov ležící na řece Topľa. Žije zde 151 obyvatel, první písemná zmínka pochází z roku 1438. Nachází se na konci slepé silnice nedaleko Marhaně.